# Епархии Сербской православной церкви
В составе Сербской православной церкви действуют одна архиепископия, четыре митрополии и тридцать четыре епархии, находящиеся под ее непосредственным управлением. В рамках автономной Православной Охридской архиепископии действовали одна митрополия и шесть епархий до 20 июня 2023 года.

Епархии на территории стран бывшей СФРЮ
Епархии на территории других стран Европы
Епархии в Северной Америке
Епархия в Южной Америке
Епархия в Австралии
Епархии Православной Охридской архиепископии

## Список епархий

### Архиепископия
| Название                                                                        | Дата основания | Правящий архиерей          | Епархиальный центр | Кафедральный собор    | Примечания  |
| ------------------------------------------------------------------------------- | -------------- | -------------------------- | ------------------ | --------------------- | ----------- |
| Белградско-Карловацкая архиепископия серб. Архиепископија београдско-карловачка | 1931 год       | Патриарх Сербский Порфирий | Белград            | Собор Святого Михаила | [ 2 ] [ 3 ] |

### Митрополии
| Название                                                                            | Дата основания | Правящий архиерей              | Епархиальный центр            | Кафедральный собор                   | Примечания |
| ----------------------------------------------------------------------------------- | -------------- | ------------------------------ | ----------------------------- | ------------------------------------ | ---------- |
| Австралийско-Новозеландская митрополия серб. Митрополија аустралијско-новозеландска | 2011 год       | Епископ Силуан (Мракич)        | Сидней, Австралия             | ?                                    | [ 4 ]      |
| Дабро-Боснийская митрополия серб. Митрополија дабробосанска                         | 1219 год       | Митрополит Хризостом (Евич)    | Сараево, Босния и Герцеговина | Собор Рождества Пресвятой Богородицы | [ 5 ]      |
| Загребско-Люблянская митрополия серб. Митрополија загребачко-љубљанска              | 1931 год       | Патриарх Сербский Порфирий     | Загреб, Хорватия              | Преображенский собор                 | [ 6 ]      |
| Черногорско-Приморская митрополия серб. Митрополија црногорско-приморска            | 1219 год       | Митрополит Иоанникий (Мичович) | Цетине, Черногория            | Собор Воскресения Христова           | [ 7 ]      |

### Епархии
| Название                                                                                                | Дата основания | Правящий архиерей                               | Епархиальный центр                      | Кафедральный собор                                     | Примечания          |
| --- | -------------- | ----------------------------------------------- | --------------------------------------- | ------------------------------------------------------ | ------------------- |
| Австрийско-Швейцарская епархия серб. Епархија аустријско-швајцарска                                     | 2011 год       | Епископ Андрей (Чилерджич)                      | Вена, Австрия                           | Церковь Успения Пресвятой Богородицы                   |                     |
| Банатская епархия серб. Епархија банатска                                                               | XV век         | Епископ Никанор (Богунович)                     | Вршац, Сербия                           | Церковь святого Николая                                | [ 8 ]               |
| Бачская епархия серб. Епархија бачка                                                                    | XVI век        | Митрополит Ириней (Булович)                     | Нови-Сад, Сербия                        | Собор Святого Георгия                                  |                     |
| Баня-Лукская епархия серб. Епархија бањалучка                                                           | 1900 год       | Епископ Ефрем (Милутинович)                     | Баня-Лука, Сербия                       | Храм Христа Спасителя                                  |                     |
| Бихачско-Петровацкая епархия серб. Епархија бихаћко-петровачка                                          | 1925 год       | Епископ Сергий (Каранович)                      | Босански-Петровац, Босния и Герцеговина | Кафедральный собор свв. Петра и Павла                  |                     |
| Браничевская епархия серб. Епархија браничевска                                                         | IX век         | Епископ Игнатий (Мидич)                         | Пожаревац, Сербия                       | Кафедральный собор святых Архангелов Михаила и Гаврила |                     |
| Британско-Скандинавская епархия серб. Епархија британско-скандинавска                                   | 1990 год       | Епископ Досифей (Мотика)                        | Стокгольм, Швеция                       | Собор Святого Саввы                                    | [ 9 ]               |
| Будимлянско-Никшичская епархия серб. Епархија будимљанско-никшићка                                      | XIII век       | Епископ Иоанникий (Мичович)                     | Беране, Черногория                      | Собор Святого Василия Острожского                      |                     |
| Будимская епархия серб. Епархија будимска                                                               | XVII век       | Епископ Лукиан (Пантелич)                       | Сентендре, Венгрия                      | Успенский собор                                        | [ 9 ]               |
| Буэнос-Айресская епархия серб. Епархија буеносајреска                                                   | 2011 год       | Епископ Кирилл (Бойович)                        | Буэнос-Айрес, Аргентина                 | ?                                                      |                     |
| Валевская епархия серб. Епархија ваљевска                                                               | XVIII век      | Епископ Милутин (Кнежевич)                      | Валево, Сербия                          | Храм Воскресения Господня                              |                     |
| Восточноамериканская епархия серб. Епархија источноамеричка                                             | 1963 год       | Епископ Ириней (Добриевич)                      | Нью-Йорк, США                           | Собор Святого Саввы                                    | [ 9 ]               |
| Враньская епархия серб. Епархија врањска                                                                | XIV век        | Епископ Пахомий (Гачич)                         | Вране, Сербия                           | Храм Святой Троицы                                     |                     |
| Горнокарловацкая епархия серб. Епархија горњокарловачка                                                 | 1695 год       | Епископ Герасим (Попович)                       | Карловац, Хорватия                      | Свято-Николаевский собор                               |                     |
| Далматинская епархия серб. Епархија далматинска                                                         | XVI век        | Епископ Никодим (Косович)                       | Шибеник, Хорватия                       | Храм Успения Пресвятой Богородицы                      |                     |
| Жичская епархия серб. Епархија жичка                                                                    | XIII век       | Епископ Иустин (Стефанович)                     | Кралево, Сербия                         | Храм Святой Троицы                                     |                     |
| Захумско-Герцеговинская и Приморская епархия серб. Епархија захумско-херцеговачка и приморска           | XIII век       | Епископ Димитрий (Радженович)                   | Мостар, Босния и Герцеговина            | Храм Святой Троицы                                     |                     |
| Западноамериканская епархия серб. Епархија западноамеричка                                              | 1963 год       | Епископ Максим (Василевич)                      | Сан-Диего, США                          | ?                                                      | [ 9 ]               |
| Западноевропейская епархия серб. Епархија западноевропска                                               | 1969 год       | Епископ Лука (Ковачевич)                        | Париж, Франция                          | ?                                                      | [ 9 ]               |
| Зворницко-Тузланская епархия серб. Епархија зворничко-тузланска                                         | XIII век       | Епископ Фотий (Сладоевич)                       | Биелина, Босния и Герцеговина           | Храм Рождения Пресвятой Богородицы                     |                     |
| Канадская епархия серб. Епархија канадска                                                               | 1983 год       | Епископ Митрофан (Кодич)                        | Милтон, Канада                          | Кафедральный собор сербских светителей                 | [ 9 ]               |
| Крушевацкая епархия серб. Епархија крушевачка                                                           | XIII век       | Епископ Давид (Перович)                         | Крушевац, Сербия                        | Храм Рождения Пресвятой Богородицы                     |                     |
| Милешевская епархия серб. Епархија милешевска                                                           | XIII век       | Епископ Афанасий (Ракита)                       | Приеполе, Сербия                        | Храм Святого Василия Острожского                       |                     |
| Нишская епархия серб. Епархија нишка                                                                    | XIII век       | Епископ Арсений (Главчич)                       | Ниш, Сербия                             | Кафедральный собор в Нише                              | [ 10 ]              |
| Новограчаницкая и Среднезападноамериканская епархия серб. Епархија новограчаничко-средњозападноамеричка | 2009 год       | Епископ Лонгин (Крчо)                           | Монастырь Новая Грачаница, США          | ?                                                      | [ 11 ] [ 12 ] [ 9 ] |
| Осечкопольско-Бараньская епархия серб. Епархија осјечкопољска и барањска                                | XVIII век      | Епископ Херувим (Джерманович)                   | Даль, Хорватия                          | Собор Святого Димитрия                                 | [ 13 ]              |
| Славонская епархия серб. Епархија пакрачко-славонска                                                    | XVI век        | Епископ Иоанн (Чулибрк)                         | Пакрац, Хорватия                        | Кафедральный собор Святой Троицы                       | [ 14 ]              |
| Рашско-Призренская епархия серб. Епархија рашко-призренска                                              | 1808 год       | Епископ Феодосий (Шибалич)                      | Призрен, Сербия/Республика Косово       | Кафедральный собор Святого Георгия                     | [ 15 ]              |
| Сремская епархия серб. Епархија сремска                                                                 | 1500 год       | Епископ Василий (Вадич)                         | Сремски-Карловци, Сербия                | Собор Святого Николая                                  | [ 16 ]              |
| Тимишоарская епархия серб. Епархија темишварска                                                         | XVI век        | Епископ Лукиан (Пантелич), временно управляющий | Тимишоара, Румыния                      | Кафедральный собор в Тимишоаре                         | [ 9 ]               |
| Тимокская епархия серб. Епархија тимочка                                                                | 1834 год       | Епископ Иларион (Голубович)                     | Заечар, Сербия                          | Кафедральный собор Рождения Пресвятой Богородицы       | [ 17 ]              |
| Дюссельдорфская и всей Германии епархия серб. Епархија диселдорфска и све Њемачке                       | 1990 год       | Епископ Григорий (Дурич)                        | Дюссельдорф, Германия                   | Кафедральный соборСвятого Саввы                        | [ 18 ]              |
| Шабацкая епархия серб. Епархија шабачка                                                                 | 1739           | Епископ Лаврентий (Трифунович)                  | Шабац, Сербия                           | Кафедральный собор Святых апостолов Петра и Павла      | [ 19 ]              |
| Шумадийская епархия серб. Епархија шумадијска                                                           | 1947           | Епископ Иоанн (Младенович)                      | Крагуевац, Сербия                       | Кафедральный собор в Крагуеваце                        | [ 20 ]              |

## Бывшие митрополия и епископии Православной Охридской архиепископии (2002—2023)
| Название                                                                  | Дата основания | Правящий архиерей                              | Епархиальный центр           | Кафедральный собор | Примечания |
| ------------------------------------------------------------------------- | -------------- | ---------------------------------------------- | ---------------------------- | ------------------ | ---------- |
| Скопская митрополия серб. Скопљанска епархија                             | 2005 год       | Архиепископ и митрополит Иоанн (Вранишковский) | Скопье, Северная Македония   | ?                  | [ 21 ]     |
| Брегалничская епархия серб. Епископија брегалничка                        | 2005 год       | Епископ Марк (Кимев)                           | Штип, Северная Македония     | ?                  | [ 22 ]     |
| Велешско-Повардарская епархия серб. Епископија велешко-повардарска        | 2005 год       | Местоблюститель Иоанн (Вранишковский)          | ?                            | ?                  | [ 23 ]     |
| Дебарско-Кичевская епархия серб. Епископија дебарско-кичевска             | 2005 год       | Местоблюститель Иоаким (Йовческий)             | ?                            | ?                  | [ 24 ]     |
| Полошско-Кумановская епархия серб. Епископија полошко-кумановска          | 2005 год       | Епископ Иоаким (Йовческий)                     | Куманово, Северная Македония | ?                  | [ 25 ]     |
| Преспанско-Пелагонийская епархия серб. Епископија преспанско-пелагонијска | 2005 год       | Местоблюститель Марк (Кимев)                   | Битола, Северная Македония   | ?                  | [ 26 ]     |
| Струмичская епархия серб. Епископија струмичка                            | 2005 год       | Местоблюститель Давид (Нинов)                  | ?                            | ?                  | [ 27 ]     |